# Bárány Boldizsár (meseregény)
A Bárány Boldizsár Szabó Magda meseregénye. 1958-ban jelent meg először.
„…az az ismerős alak,
piros cipő, zöld kalap,
vállán uzsonnáskosár…
Tudod, hogy ki. Ugye, tudod?
Bárány Boldizsár.”
A Bárány Boldizsár tizennyolc „bégetésre”, nem fejezetre (!) osztott regény.
Útja során nagy utat jár be: a tetteinek következményeire fittyet hányó, iskolakerülő, hazudozó, lopós kisbárány bűnbánó, aki hősies erőfeszítéssel jó útra tér. A könyv sokszor megjelent, és sok színpadi feldolgozása is volt. Kubik Anna előadásában hangos könyvként is megjelent.
A magyar alapmesék egyike.